# 南友紀
南 友紀（みなみ ともき、1993年10月23日 - ）は、ジャパンラグビーリーグワン横浜キヤノンイーグルスに所属するラグビー選手。

## プロフィール
- 福岡県出身。
- ポジションはプロップ(PR)。
- 身長172cm、体重96kg。
- 妹の南早紀は女子ラグビー選手[1](女子日本代表)。

## 略歴
立命館大学を経て、2017年にJR九州サンダースに入団。
2018年は、日本IBMビッグブルー（現・BIG BLUES八千代ベイ東京）に入団。
2019年、豊田自動織機シャトルズ（現・豊田自動織機シャトルズ愛知）に入団。5季プレーし、2024年に退団した。
2024年6月、横浜キヤノンイーグルスに入団。